# Ischioscia variegata
Ischioscia variegata är en kräftdjursart som först beskrevs av Dollfus 1893. Ischioscia variegata ingår i släktet Ischioscia och familjen Philosciidae. Inga underarter finns listade i Catalogue of Life.